# Deinopa ostia
Deinopa ostia là một loài bướm đêm trong họ Erebidae.